# 코치야 사나에
코치야 사나에는 동인 서클 상하이 앨리스 환악단에서 제작한 동방 프로젝트에 등장하는 가공 인물이다.

## 개요
모리야 신사의 카제하후리(風祝)이며, 야사카 카나코의 무녀이기도 한 소녀.
하쿠레이 레이무의 무녀복을 닮은 파란색과 흰색을 기조로 한 소매없는 무녀복을 착용하고 레이무와 마찬가지로 어깨와 겨드랑이를 노출시킨 복장이다. 또한 카나코와 스와코를 나타내는 뱀과 개구리 모양의 머리 장식을 각각 달고 있다.
성격은 매우 명랑하고 천연, 솔직하다. 자신의 힘에 자신감을 갖고 있다. 《구문구수》에서는 평범하지만 좀 얼빠졌다고 평한다.
비바람에 관한 비술을 조종하는 가문의 후손이며, 비술을 사용할 수 있는 자는 현인신으로 사람들의 신앙을 얻게 되었다. 바깥 세상에서 신앙을 얻을 수 없게 된 카나코의 제안에 따라, 신사를 환상향에 이주시키고, 하쿠레이 신사를 접수하여 환상향의 신앙심을 모두 모리야에 모으려고 했다. 성실한 성격으로 자신의 능력에 자신감을 갖고 있었지만, 레이무와 키리사메 마리사에 의해 퇴치되었다. 《풍신록》엔딩에서는 레이무에게 하쿠레이 신사의 신앙 성장을 위한 조언을 하고 있다.
《풍신록》에 따르면 비술을 조종하는 일족은 사실 모리야 스와코의 후손이며, 사나에도 스와코의 혈통을 이어받고 있지만, 사나에 본인은 그 사실을 모른다.
《풍신록》 5면에서는 현인신임을 강조하고 있었지만, 《풍신록》 이후 자신은 현인신 같은 특별한 존재가 아니라 환상향의 평범한 인간임을 깨달았으며, 《지령전》에서는 환상향에서는 외부 세계의 상식이 통용되지 않는다는 것을 이해하고 있었다.
《성련선》 이후 신임을 주장하는 장면이 많아지고 있으며, 요괴 퇴치를 일종의 오락으로 인식하는 발언을 한다. 《더블 스포일러》에서는 요괴에게서 힘을 빨아들이는 기술을 사용하고 있으며, 샤메이마루 아야에게 평가받는 한편, 히메카이도 하타테는 “인간과 신과도 다른 나쁜 놈 같다”고 말하고 있다.
원래 외부 세계의 거주자로 외부 세계의 지식을 가지고 있으며, 《성련선》에서는 외부 세계의 환경 문제를 화제에 올린다. 《비상천칙》에서는 멀리서 보이는 비상천칙의 그림자를 애니메이션의 거대 로봇이라고 해석한다. 《신령묘》에서는 강시를 알고 있다며 미야코 요시카의 앞에서 “텐텐 귀여워”라고 말하는 장면이 있다.

## 작중 행적
- 《동방풍신록》: 5면 중보스, 5면 보스
- 《동방지령전》: 엑스트라 중보스
- 《동방성련선》: 플레이어 캐릭터
- 《동방비상천칙》: 플레이어 캐릭터, 대전상대
- 《동방신령묘》: 플레이어 캐릭터
- 《동방감주전》: 플레이어 캐릭터
- 《동방홍룡동》: 플레이어 캐릭터

1. ↑  《풍신록》부속의 캐릭터 설정.txt의 모리야 스와코 란